# Stella-Maris-Kirche
Stella-Maris-Kirche, auch Maria-Meeresstern-Kirche, ist eine Bezeichnung für katholische Kirchen. Das Patrozinium Stella maris (lateinisch für Stern des Meeres) war bei Seeleuten beliebt. Kirchen mit diesem Namen stehen deshalb meist in Hafen- oder Küstenstädten.

## Bezeichnungen
- englisch: Our Lady, Star of the Sea oder St Mary Star of the Sea
- isländisch: Kirkja Maríu, Stjörnu Hafsins
- italienisch: Chiesa di Nostra Signora Stella Maris
- maltesisch: Knisja Parrokkjali ddedikata lill Madonna Kewkba tal-Baħar
- niederländisch: Onze Lieve Vrouw Sterre der Zee kerk
- polnisch: Kościół Najświętszej Maryi Panny Gwiazdy Morza
- spanisch: Iglesia Stella Maris (Estrella del Mar) a la Virgen Protectora de los Marinos

## Europa
Belgien
- Onze Lieve Vrouw kerk in Zeebrugge

Deutschland
- Stella Maris in Binz auf Rügen
- Kirche Maria Meeresstern in Warnemünde
- Maria Meeresstern auf Borkum
- Kirche Maria Meeresstern in Brunsbüttel
- Stella Maris auf Norderney
- Maria Meeresstern, in Sellin auf Rügen
- Stella-Maris-Kirche in Voslapp
- Kirche Maria Meeresstern in Werder (Havel)

Historisches Ostpreußen
- Kirche Maria Meeresstern in Pillau (Baltijsk), 1910/11–1945
- Kirche Maria Meeresstern in Rauschen (Swetlogorsk), 1930/31–1945

Island
- Kirkja Maríu, Stjörnu Hafsins, Reykjavik

Italien
- Santa Maria Stella Maris in Rom, Titelkirche
- Chiesa di Nostra Signora Stella Maris in Albisola Superiore
- Chiesa di Stella Maris in Porto Cervo

Malta
- Knisja tal-Verġni Marija Kewkba Tal-Baħar / Stella Maris Parish Church in Sliema

Niederlande
- Onze Lieve Vrouw „Sterre der Zee“ Basiliek in Maastricht
- Onze Lieve Vrouw Sterre der Zee, Rotterdam

Polen
- Maria-Meeresstern-Kirche in Krynica Morska (Kahlberg)
- Kirche Maria Meeresstern in Sopot (Zoppot) bei Danzig
- Maria-Meeresstern-Kirche in Świnoujście (Swinemünde) bei Stettin
- Maria-Meeresstern-Kirche in Unieście (Nest)
- Maria-Meeresstern-Kirche in Ustka (Stolpmünde)

Schottland
- Church of our Lady, Star of the Sea in Castlebay

Schweiz
- Kloster Maris Stella in Wettingen, 1227–1841

## Außerhalb Europas
Argentinien
- Iglesia Stella Maris in Mar del Plata

Australien
- St Mary’s Star of the Sea Cathedral in Darwin
- St Mary, Star of the Sea in Cottesloe
- St Mary, Star of the Sea in Melbourne
- Our Lady, Star of the Sea in Sydney

Israel
- Karmelitenkloster Stella Maris in Haifa

Osttimor
- Kapelle Santa Maria Stella Maris in Mane Mesac, Dili

Réunion
- Stella Maris (Saint-Gilles-les-Bains)